# Luboradz (województwo dolnośląskie)

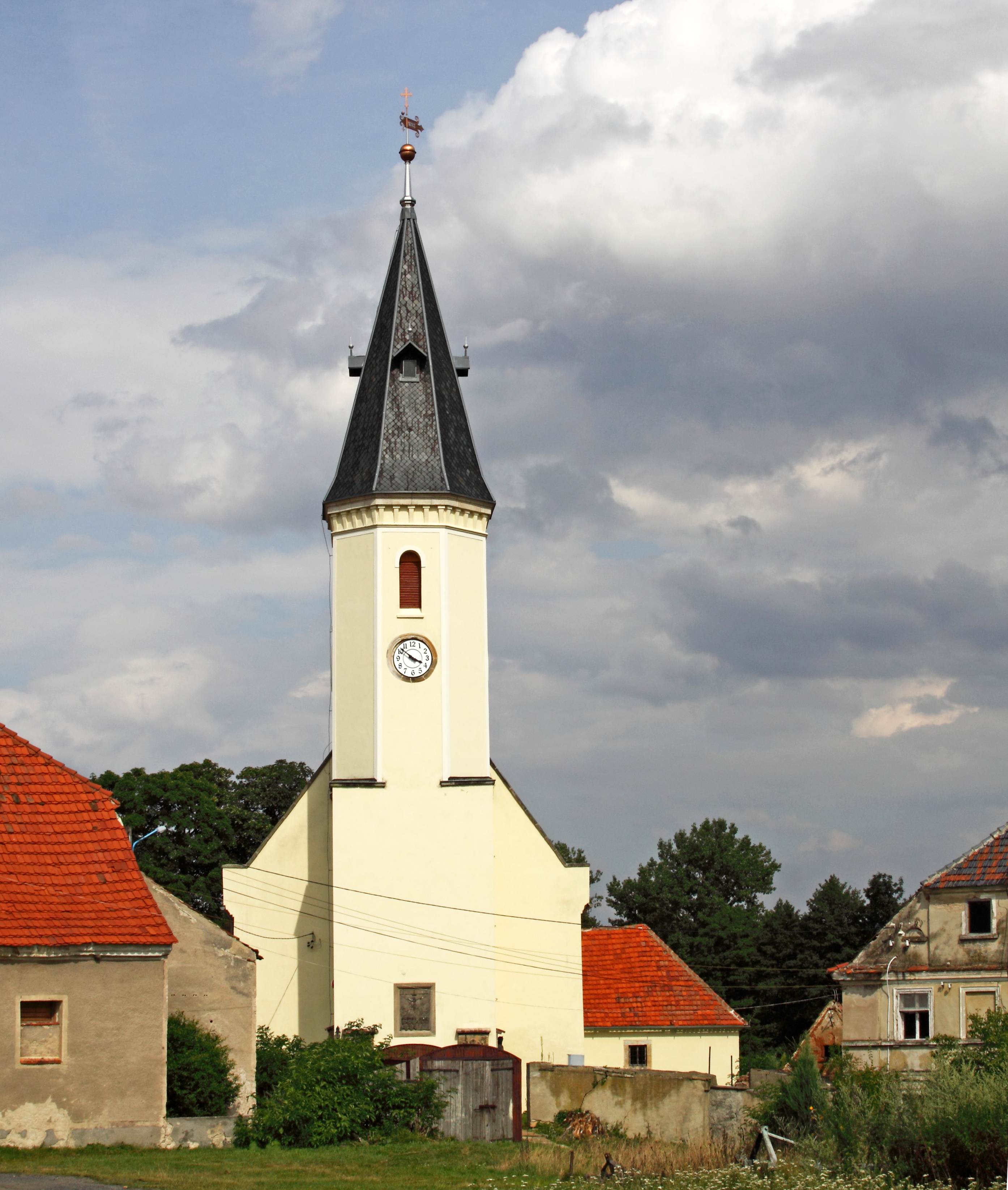
Kościół filialny Zaślubin NMP

Luboradz (niem. Lobris)  – wieś w Polsce położona w województwie dolnośląskim, w powiecie jaworskim, w gminie Mściwojów, w górnym dorzeczu Wierzbiaka.

## Nazwa
W roku 1295 w kronice łacińskiej Liber fundationis episcopatus Vratislaviensis (pol. Księga uposażeń biskupstwa wrocławskiego) miejscowość wymieniona jest jako Loboratz. Notowana jest także w dokumentach z 1399 przy okazji ustanowienia parafii i wybudowaniu kościoła jako ecclesiae de Loubros.

## Wieś w Liczbach
Według Narodowego Spisu Powszechnego Ludności i Mieszkań z 2021 roku liczba ludności we wsi Luboradz to 191. 49,7% mieszkańców stanowią kobiety, a 50,3% ludności to mężczyźni. Miejscowość zamieszkuje 4,7% mieszkańców gminy.

## Historia
Miejscowość w źródłach pojawia się pierwszy raz w roku 1203 jako Luboratz. Pierwotnym założeniem w Luboradzu był obronny dwór zbudowany w XVI wieku.

## Podział administracyjny
W latach 1975–1998 miejscowość administracyjnie należała do województwa legnickiego.

## Zabytki
Do wojewódzkiego rejestru zabytków wpisane są obiekty:
- pałac, częściowo zrujnowany, pierwotnie dwór z końca XVI w., przebudowany w XX w., zabytkowy; jest dwutraktową, czteroskrzydłową budowlą z niewielkim dziedzińcem, posiada dwie kondygnacje i kryty jest dachami spadowymi[8]. Nad wejściem od strony dziedzińca zachowała się stara tarcza herbowa. Wschodnia elewacja z portalem bramnym i balkonem ponad dawną fosą podobna jest do wystroju zewnętrznego wczesnorenesansowych pałaców miejskich Starej Kastylii. W zachodniej części widoczne są na elewacjach relikty ozdób sgraffitowych w stylu renesansowo-manierystycznym. Wewnątrz znajduje się sala balowa z portretami właścicieli pałacu pochodząca z końca XVII w. oraz malowane, renesansowe stropy belkowe w kilku pomieszczeniach. Od południa z budowlą sąsiadują pozostałości po parku oraz dawne budynki dworskie (stajnie, domy)[8]. Budynek w latach w 1681 – 1686 został gruntownie przebudowany na potężny pałac o barokowej formie[8]. Był restaurowany w XIX w. oraz remontowany w 1961 r.[8] Obecnie są prowadzone prace renowacyjne wykonywane na zlecenie właściciela.
- kościół filialny pw. Zaślubin Najświętszej Marii Panny, z 1581 r., przebudowany w 1900 r. wznosi się na północny zachód od pałacu, prawdopodobnie pełniący dawniej funkcja kaplicy pałacowej. Budowla jest mała ma około 20 m długości, w całości zbudowana w stylu prostego gotyku. W pd. części przy wejściu znajdują się epitafia: renesansowe – prawdopodobnie właścicieli pałacu, epitafium rycerskie, średniowieczne (prawdopodobnie poł. XIV wieku). Znajduje się na nim herb z hełmem heraldycznym i epigraf (opis) teksturą gotycką. Ponad portalem wejściowym znajduje się renesansowy relief wysokiej jakości, przedstawiający Ukrzyżowanie Jezusa Chrystusa
- cmentarz parafialny, z XIX w.

inne zabytki:
- stary krzyż kamienny, być może późnośredniowieczny, stojący obok świątyni. Krzyż określany jest często jako tzw. krzyż pokutny co nie ma oparcia w żadnych dowodach ani badaniach, a jest oparte jedynie na nieuprawnionym założeniu, że wszystkie stare kamienne krzyże monolitowe, o których nic nie wiadomo, są krzyżami pokutnymi[10], chociaż w rzeczywistości powód fundacji takiego krzyża może być różnoraki, tak jak każdego innego krzyża. Hipoteza ta stała się na tyle popularna, że zaczęła być odbierana jako fakt i pojawiać się w lokalnych opracowaniach, informatorach czy przewodnikach jako faktyczna informacja, bez uprzedzenia, że jest to co najwyżej luźny domysł bez żadnych bezpośrednich dowodów.